# Хоффер, Эрвин

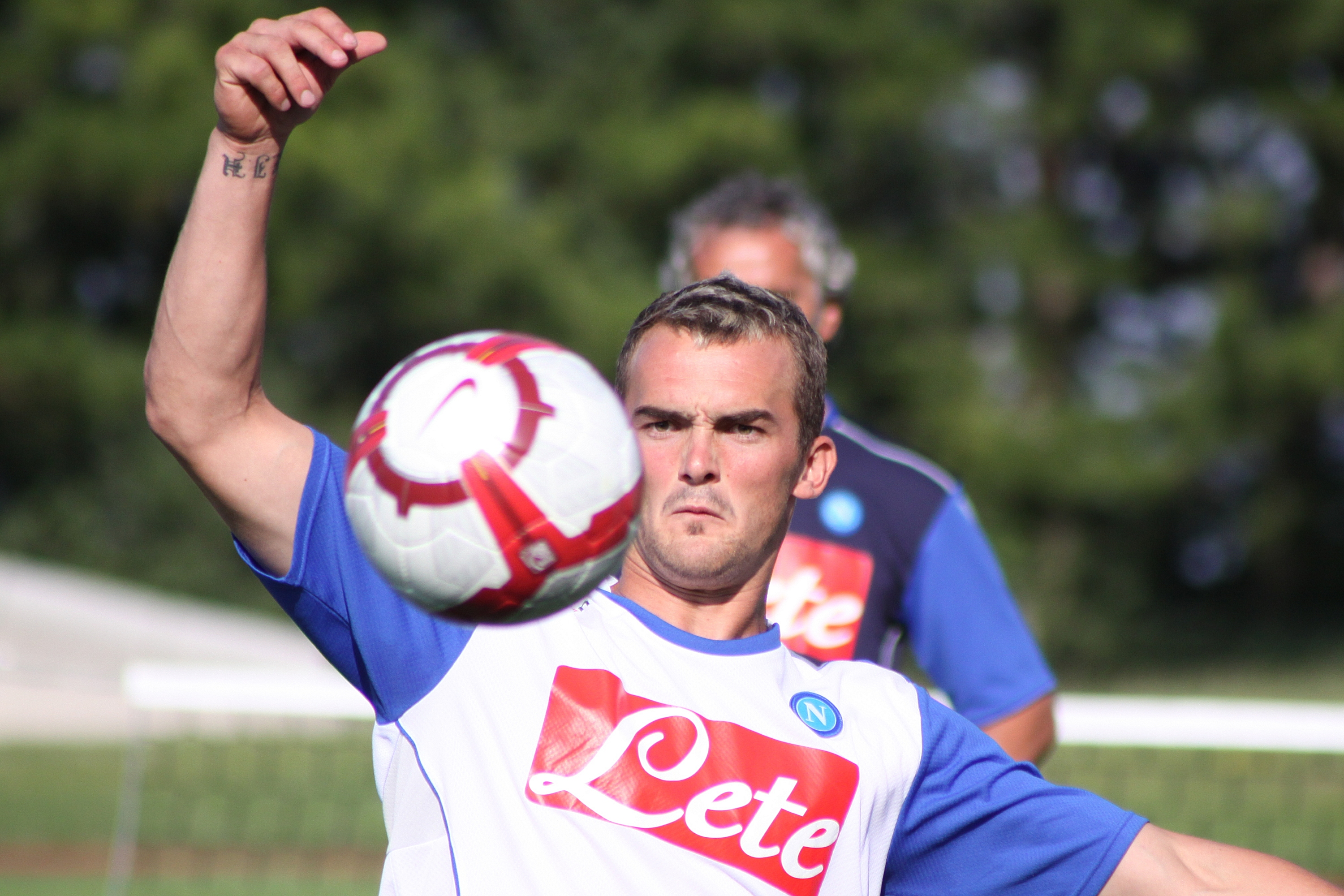
Эрвин Хоффер на тренировке в составе «Наполи». 29 июля 2009 года.

Э́рвин Хо́ффер (нем. Erwin Hoffer; 14 апреля 1987, Баден, Австрия) — австрийский футболист, нападающий. Выступал в сборной Австрии.

## Карьера

### Клубная
Воспитанник футбольных школ клубов «Хайдхоф», «Трибусвинкель», «Баденер» и «Адмира Ваккер Мёдлинг», в котором в 2004 году начал профессиональную карьеру, в итоге сыграв всего 21 матч и забив 4 мяча. В июне 2006 года перешёл в венский «Рапид», в составе которого в 2007 году стал обладателем Кубка Интертото, в сентябре того же года участвовал в первом круге Кубка УЕФА, а в 2008 году стал вместе с командой чемпионом Австрии, отметившись по ходу сезона хет-триком в матче против «Зальцбурга». Всего за «Рапид» провёл 84 матча, в которых забил 41 гол.
В 2009 году перешёл в «Наполи», с которым 28 июля подписал контракт сроком на 5 лет.
Отдавался в аренду «Кайзерслаутерну» на сезон 2010/11 с опцией выкупа и франкфуртскому «Айнтрахту» на сезон 2011/12, где играл под номером 10. Дебютировал за «орлов» в кубковом матче с «Оснабрюком», в котором отметился дублем.

### В сборной
До 2007 года выступал за юношеские и молодёжную сборные. В составе национальной сборной Австрии дебютировал 2 июня 2007 года в товарищеском матче со сборной Парагвая. Участник чемпионата Европы 2008 года, сыграл один матч: 16 июня против сборной Германии.

## Достижения
- Чемпион Австрии (1): 2007/08
- Обладатель Кубка Интертото (1): 2007